# Grace (zespół muzyczny)
Grace – brytyjska grupa tworząca muzykę eurodance. Założona przez Dominique Atkins, Paula Oakenfolda oraz Steve’a Osbourna. Autorzy utworu "Not Over Yet". Zespół zakończył działalność w 1999 roku.

## Single
- 1993/1995 "Not Over Yet"
- 1995 "I Want To Live"

"Skin On Skin"
"Down To Earth"
- 1996 "If I Could Fly"

"Hand In Hand"

## Albumy
- 1996 If I Could Fly
- 2000 Orange